# Decauville-Bahn von Suberbieville
| Suberbieville                              | Suberbieville                    |
| ------------------------------------------ | -------------------------------- |
| Decauville-Meterspur-Dampflokomotive       |                                  |
| Streckenverlauf bei Suberbieville vor 1914 |                                  |
| Streckenlänge:                             | 30 km                            |
| Spurweite:                                 | Um 1888: 600 mm ab 1896: 1000 mm |
|                                            |                                  |

Die Decauville-Bahn von Suberbieville war eine Decauville-Schmalspurbahn bei Maevatanana (früher: Suberbieville) in Madagaskar. Sie wurde ab 1896 betrieben. Die Spurweite betrug anfangs 600 mm und später 1000 mm. 

## Geschichte
Léon Suberbie hielt sich nur kurz in Madagaskar auf, als er am 2. Dezember 1886 mit dem Premierminister einen Vertrag über die Ausbeutung von Goldminen abschloss. Danach reiste er zurück nach Frankreich, um das für die Exploration erforderliche Kapital zu bündeln. Die Compagnie coloniale et des mines d'or de Suberbieville el de la côté ouest de Madagascar erhoffte sich, eine Eisenbahnkonzession zu ähnlichen Bedingungen zu erhalten wie die Société bordelaise an der Ostküste und später die Compagnie coloniale de Madagaskar. Während der zeitraubenden Verhandlungen startete sie ein kleineres Projekt. Sie verlegte eine Decauville-Bahn auf der Straße von Suberbieville nach Westen, vermutlich dort, wo nach dem Bau eines Deiches der Lac de Usine aufgestaut wurde. Im Gegenzug verlangte sie eine Verkehrsaufkommensgarantie von 4 bis 5.000 t pro Jahr. Der Interim-Generalgouverneur von Madagaskar Théophile Pennequin (* 25. Dezember 1849 in Toulon; † 19. Juni 1916) befürwortete das Projekt, da es ermöglichte, auf die geplante Ostküstenbahn zu verzichten, die er für den kolonialen Haushalt als extrem kostspielig einschätzte.
Am 7. Dezember 1895 wurde in der Pariser Zeitschrift Le Temps bekannt gegeben, dass sich die Société Suberbie anschickte, die erste Eisenbahn in Madagaskar zu errichten und dass zu diesem Zweck dreißig Kilometer Gleise, sechs Lokomotiven und 280 Waggons die von der Société Nouvelle des Etablissements Decauville hergestellt wurden, die auf eines der nächsten Passagierschiffe verladen werden sollten.
Eine in Paris erscheinende Zeitung, La Métallurgie, und eine in Saint-Dizier erscheinende Zeitung, L'Ancre berichteten, dass die Société Decauville, die von der Société Suberbie mit dem Bau des für den Betrieb der konzessionierten Eisenbahnlinien in Madagaskar erforderlichen Materials beauftragt wurde, sich an sich für die Ausführung dieser Lieferung an belgische Fabriken gewandt haben soll, an die sie einen Unterauftrag vergeben wollte. Die Société Decauville, die in Belgien die Decauville-Werke in Val-Saint-Lambert als Tochterunternehmen betrieb, fühlte sich durch die Zeitungsberichte verleumdet und verklagte die Zeitungen vor Gericht.
In den Jahren 1888 bis 1894 wurden in der Mine der Société des mines d'or de Suberbieville fast 1250 Kilogramm Gold gefördert. Von Januar bis September 1903 wurden 96 kg Gold abgebaut, und im gleichen Zeitraum von 1904 sogar 128 kg. Die Anzahl der Mitarbeiter stieg daraufhin im Jahr 1905 um 10 %. Suburbies Unternehmen scheint nicht lange existiert zu haben, und mit der Annexion Madagaskars als französische Kolonie scheint Suberbies unternehmerischer und politischer Einfluss verschwunden zu sein, bevor er 1907 in Toulouse starb.

## Lokomotiven

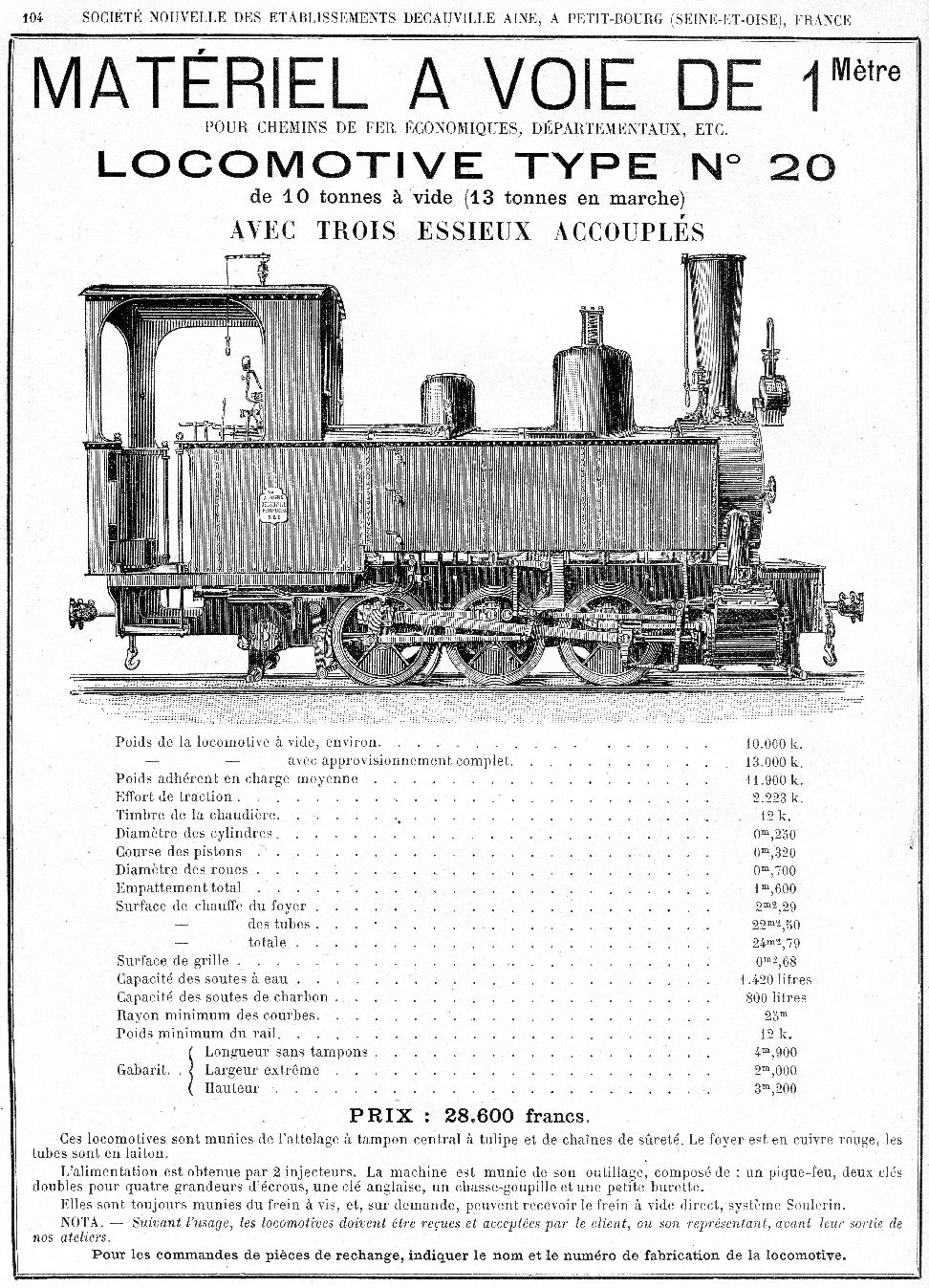
Spezifikation der Decauville-Lokomotiven N° 221–225/1896

Auf der Meterspurstrecke wurden sechs dreigekuppelte Decauville-Dampflokomotiven mit den Werksnummern N° 221–225 des Baujahrs 1896 eingesetzt, die zu einem Listenpreis von jeweils 28.600 Franc an den Bergbaubetrieb L. Suberbie & Co geliefert worden waren.